# Siwan Aballi
Siwan Aballi (hebr. סיוון אבאלי; ur. 28 lutego 1984) – izraelska lekkoatletka, kulomiotka i dyskobolka.

## Osiągnięcia
Dziewiąta zawodniczka Uniwersjady w pchnięciu kulą (2007).
Reprezentantka kraju w pucharze Europy (w tym zwycięstwo w rywalizacji kulomiotek w II lidze w 2008) oraz w drużynowych mistrzostwach Europy (w tym zwycięstwo w rywalizacji kulomiotek w III lidze w 2009).
Wielokrotna medalistka mistrzostw Izraela, w tym złoto w rzucie w dyskiem (2002) i pchnięciu kulą (2009).
Wielokrotna halowa rekordzistka kraju w pchnięciu kulą.

## Rekordy życiowe
- Pchnięcie kulą – 16,36 (2008)
- Pchnięcie kulą (hala) – 16,03 (2009)
- Rzut dyskiem – 50,02 (2007)